# Чемпионат Рио-де-Жанейро по футболу
Чемпионат Рио-де-Жанейро по футболу (порт.-браз. Campeonato Carioca de Futebol — Campeonato Estadual do Rio de Janeiro) — чемпионат штата Рио-де-Жанейро (Бразилия) по футболу. Проводится под эгидой Федерации футбола штата Рио-де-Жанейро (ФФШРЖ) (порт.-браз. Federação de Futebol do Estado do Rio de Janeiro). Членами лиги являются 108 клубов, которые выступают в дивизионах с 1-го по 3-й уровни. Согласно рейтингу КБФ, на 2025 год чемпионат Рио-де-Жанейро занимает 2-е место по силе в Бразилии.

## История
До 1960 года чемпионат Рио-де-Жанейро относился к Федеральному округу Бразилии, поскольку Рио-де-Жанейро был столицей страны. Сейчас первенство Федерального округа проводится в современном Федеральном округе с центром в городе Бразилиа — чемпионате Федерального округа. В 1960—1975 годах чемпионат Рио-де-Жанейро относился к штату Гуанабара, затем этот штат объединился со штатом Рио-де-Жанейро.
Чемпионат Рио-де-Жанейро согласно рейтингу КБФ уступает по силе в Бразилии только чемпионату штата Сан-Паулу. На протяжении всей истории в чемпионате Рио-де-Жанейро выделились четыре ярко выраженных клуба-лидера: «Флуминенсе», «Фламенго», «Васко да Гама» и «Ботафого».
Две худшие команды по итогам сезона вылетают во Второй дивизион. Как и другие чемпионаты штатов, чемпионат Рио-де-Жанейро практически не связан с системой футбольных лиг Бразилии. В чемпионате Рио-де-Жанейро участвуют все сильнейшие клубы штата вне зависимости от того, в какой Серии они участвуют в Бразилии. Единственная связь с лигами страны заключается в том, что две лучшие команды штата из числа не задействованных в общебразильских турнирах, получат путёвку в Серию D чемпионата Бразилии, а также в Кубок Бразилии.

## Чемпионы
Чемпионат Федерального округа
- 1906 — Флуминенсе
- 1907 — Флуминенсе; 
Ботафого[1]
- 1908 — Флуминенсе
- 1909 — Флуминенсе
- 1910 — Ботафого
- 1911 — Флуминенсе
- 1912 — Пайсанду
- 1912 АФРЖ[2] — Ботафого
- 1913 — Америка РЖ
- 1914 — Фламенго
- 1915 — Фламенго
- 1916 — Америка РЖ
- 1917 — Флуминенсе
- 1918 — Флуминенсе
- 1919 — Флуминенсе
- 1920 — Фламенго
- 1921 — Фламенго
- 1922 — Америка РЖ
- 1923 — Васко да Гама
- 1924 — Флуминенсе
- 1924 АФРЖ — Васко да Гама
- 1925 — Фламенго
- 1926 — Сан-Кристован
- 1927 — Фламенго
- 1928 — Америка РЖ
- 1929 — Васко да Гама
- 1930 — Ботафого
- 1931 — Америка РЖ
- 1932 — Ботафого
- 1933 — Ботафого
- 1933 АФРЖ — Бангу
- 1934 — Васко да Гама
- 1934 АФРЖ — Ботафого
- 1935 — Ботафого
- 1935 АФРЖ — Америка РЖ
- 1936 — Васко да Гама
- 1936 АФРЖ — Флуминенсе
- 1937 — Флуминенсе
- 1938 — Флуминенсе
- 1939 — Фламенго
- 1940 — Флуминенсе
- 1941 — Флуминенсе
- 1942 — Фламенго
- 1943 — Фламенго
- 1944 — Фламенго
- 1945 — Васко да Гама
- 1946 — Флуминенсе
- 1947 — Васко да Гама
- 1948 — Ботафого
- 1949 — Васко да Гама
- 1950 — Васко да Гама
- 1951 — Флуминенсе
- 1952 — Васко да Гама
- 1953 — Фламенго
- 1954 — Фламенго
- 1955 — Фламенго
- 1956 — Васко да Гама
- 1957 — Ботафого
- 1958 — Васко да Гама
- 1959 — Флуминенсе

Чемпионат штата Гуанабара
- 1960 — Америка РЖ
- 1961 — Ботафого
- 1962 — Ботафого
- 1963 — Фламенго
- 1964 — Флуминенсе
- 1965 — Фламенго
- 1966 — Бангу
- 1967 — Ботафого
- 1968 — Ботафого
- 1969 — Флуминенсе
- 1970 — Васко да Гама
- 1971 — Флуминенсе
- 1972 — Фламенго
- 1973 — Флуминенсе
- 1974 — Фламенго
- 1975 — Флуминенсе
- 1976 — Флуминенсе
- 1977 — Васко да Гама
- 1978 — Фламенго
- 1979 — Фламенго

Чемпионат штата Рио-де-Жанейро
- 1979 Extra — Фламенго
- 1980 — Флуминенсе
- 1981 — Фламенго
- 1982 — Васко да Гама
- 1983 — Флуминенсе
- 1984 — Флуминенсе
- 1985 — Флуминенсе
- 1986 — Фламенго
- 1987 — Васко да Гама
- 1988 — Васко да Гама
- 1989 — Ботафого
- 1990 — Ботафого
- 1991 — Фламенго
- 1992 — Васко да Гама
- 1993 — Васко да Гама
- 1994 — Васко да Гама
- 1995 — Флуминенсе
- 1996 — Фламенго
- 1997 — Ботафого
- 1998 — Васко да Гама
- 1999 — Фламенго
- 2000 — Фламенго
- 2001 — Фламенго
- 2002 — Флуминенсе
- 2003 — Васко да Гама
- 2004 — Фламенго
- 2005 — Флуминенсе
- 2006 — Ботафого
- 2007 — Фламенго
- 2008 — Фламенго
- 2009 — Фламенго
- 2010 — Ботафого
- 2011 — Фламенго
- 2012 — Флуминенсе
- 2013 — Ботафого
- 2014 — Фламенго
- 2015 — Васко да Гама
- 2016 — Васко да Гама
- 2017 — Фламенго
- 2018 — Ботафого
- 2019 — Фламенго
- 2020 — Фламенго
- 2021 — Фламенго
- 2022 — Флуминенсе
- 2023 — Флуминенсе
- 2024 — Фламенго
- 2025 — Фламенго

## Достижения клубов
- Фламенго — 39
- Флуминенсе — 33
- Васко да Гама — 24
- Ботафого — 21
- Америка (Рио-де-Жанейро)  — 7
- Бангу — 2
- Сан-Кристован — 1
- Пайсанду — 1 (футбольный клуб не существует, осталась лишь атлетическая секция)